# Vitello

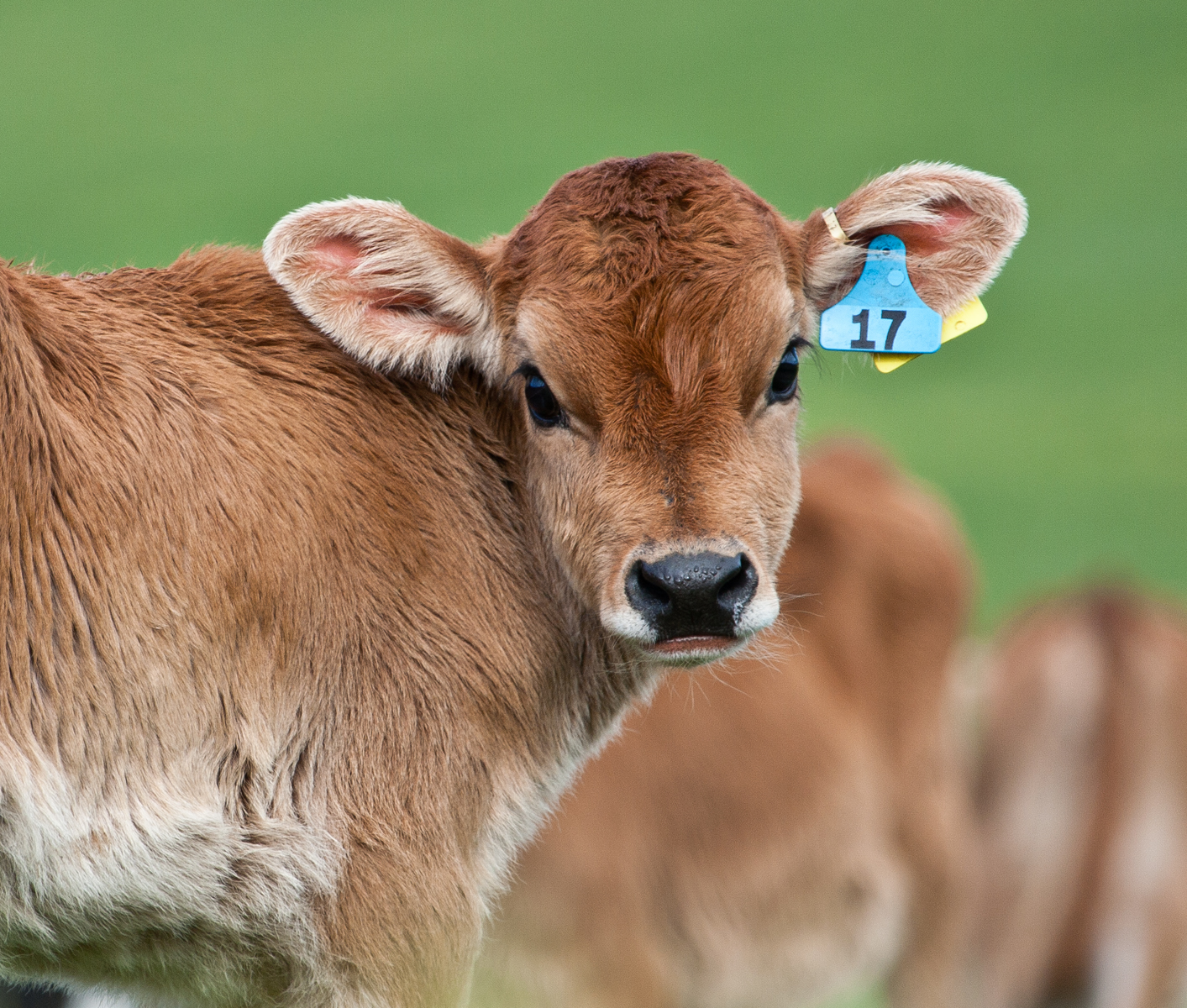
Vitello

Vitello (dal latino vitellus, diminutivo di  vitulus)  è il nome del bovino maschio di età inferiore ai 12 mesi, di peso inferiore ai 250 kg.

## Carne di vitello
Rispetto alle relative carni da cucina, si distinguono due tipi di vitello:
- Vitello comune, bovino precocemente svezzato e alimentato con foraggi e mangimi
- Vitello sanato (o semplicemente "sanato"), vitello maschio castrato alimentato fino al raggiungimento del peso indicato, esclusivamente con latte e, negli ultimi mesi prima della macellazione, latte addizionato con uova

Sotto l'aspetto nutrizionale, la carne di vitello è considerata "rossa".

## Nutrienti

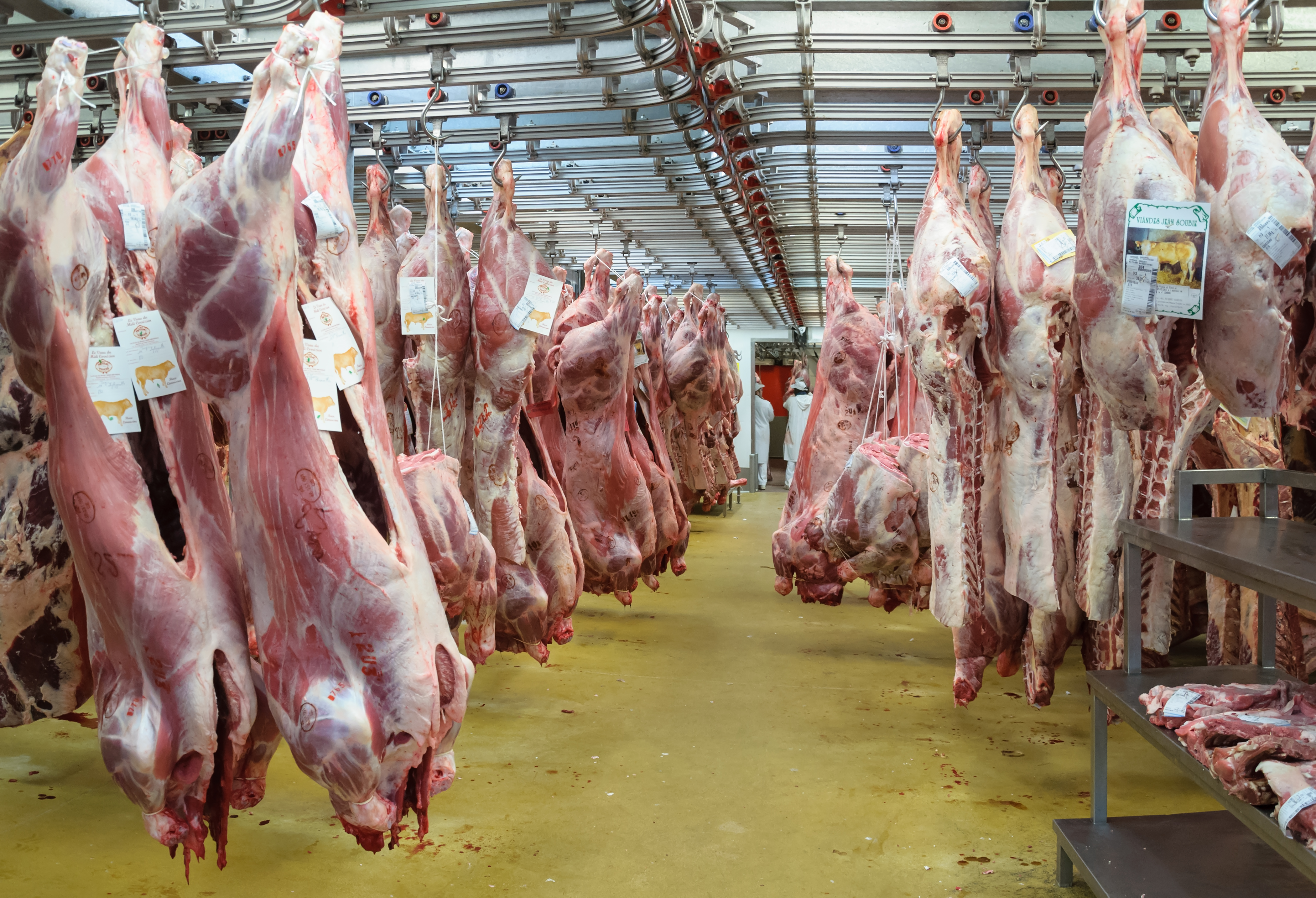
Carcasse di vitelli al mercato internazionale di Rungis (Francia)

| Proteine gr | Grassi gr | Carboidrati gr | Calorie n. | Vitamina A U.I. | Vitamina B1 mcg | Vitamina B2 mcg | Vitamina C mg | Calcio mg | Fosforo mg | Ferro mg |
| ----------- | --------- | -------------- | ---------- | --------------- | --------------- | --------------- | ------------- | --------- | ---------- | -------- |
| 19,86       | 0,82      | 0              | 89         | ?               | 140             | 200             | 0             | 11        | 213        | 2,4      |

## Vitellone
Con questa denominazione s'intendono i bovini macellati in età compresa tra i 12 e i 18 mesi. La carne di vitellone, considerata anch'essa "bianca", contiene meno acqua di quella del più giovane vitello, con differenze che vanno dal 20% al 30% in meno.
Si tratta di carne meno tenera, ma più gustosa di quella del vitello.